# Kako Yamane
Kako Yamane (Japans: 山根 佳子) (9 augustus 1995) is een Japans langebaanschaatsster en inline-skater. 
Op de Wereldkampioenschappen schaatsen junioren 2013 behaalde ze een bronzen medaille op de 500m.
In 2019 en 2020 startte Yamane op de Japanse kampioenschappen schaatsen afstanden.

## Records

### Persoonlijke records[4]
| Afstand    | Tijd    | Datum            | Baan           |
| ---------- | ------- | ---------------- | -------------- |
| 500 meter  | 37,99   | 4 december 2021  | Salt Lake City |
| 1000 meter | 1.15,46 | 4 december 2021  | Salt Lake City |
| 1500 meter | 2.03,02 | 6 november 2020  | Obihiro        |
| 3000 meter | 4.59,51 | 28 februari 2009 | Kushiro        |

## Resultaten
| Jaar | WK Afstanden       | WK Junioren        |
| ---- | ------------------ | ------------------ |
| 2012 |                    | 4e 500m            |
| 2013 |                    | 500m               |
|      |                    |                    |
| 2015 |                    | 18e 500m 34e 1000m |
|      |                    |                    |
| 2023 | 13e 500m 19e 1000m |                    |